# Ivan Turina
Ivan Turina (* 3. Oktober 1980 in Zagreb, SFR Jugoslawien; † 2. Mai 2013 in Solna) war ein kroatischer Fußballspieler. Der Torwart, der ein Länderspiel für die kroatische Nationalmannschaft bestritt, spielte im Laufe seiner Karriere in Kroatien, Griechenland, Polen und Schweden.

## Werdegang

### Vereinskarriere
Turina galt als einer der besten jungen Torhüter Kroatiens. Er kam vom Amateurverein NK Dubrava Zagreb zu Dinamo Zagreb. Als er bei NK Dubrava spielte, kassierte er einmal in einer Saison nur ein Gegentor. Für Dinamo Zagreb bestritt Turina erstmals in der Saison 1998/99 ein Ligaspiel in der 1. HNL. Er wechselte 1999/00 zu NK Croatia Sesvete um gleich darauf die Saison 2000/01 erneut für Dinamo Zagreb zu bestreiten. Es folgten Wechsel zu Kamen Ingrad 2001/02, und 2002/03 zu NK Osijek. Ab der Spielzeit 2003 wurde Turina erneut von Dinamo Zagreb verpflichtet und blieb bis in das Jahr 2007 spielberechtigt.
Im Sommer 2007 wechselte Turina ins Ausland, als ihn der griechische Fußballclub Skoda Xanthi verpflichtete. Im selben Jahr erhielt er die Auszeichnung als bester kroatischer Torhüter des Jahres. Anfangs noch Stammtorhüter in der Alpha Ethniki, verlor er im Saisonverlauf nach einigen schwächeren Leistungen den Platz zwischen den Pfosten an den ursprünglich als Ersatztormann verpflichteten Österreicher Michael Gspurning. Daher wechselte er ein Jahr später zum Saisonende abermals den Klub und ging zum polnischen Fußballverein Lech Posen.
Nach anderthalb Jahren in Polen, in denen er sich nicht als Stammkraft etablieren konnte, löste er im Herbst 2009 seinen Vertrag mit Lech Posen. Anschließend kehrte er im Januar in sein Heimatland zurück und schloss sich bis zum Saisonende erneut Dinamo Zagreb an. Hier blieb ihm erneut nur die Rolle des Ersatzmannes, da er Tomislav Butina nicht verdrängen konnte. Daher nahm er nach einer Halbserie im Sommer 2010 ein Angebot des schwedischen Klubs AIK an. Dort ersetzte er den Finnen Tomi Maanoja, der in den ersten Saisonspielen einige unglückliche Szenen hatte, als Stammtorhüter und debütierte Mitte Juli im Anschluss an die Sommerpause in der Allsvenskan. Zunächst Stammspieler des im Abstiegskampf befindlichen Doublegewinners des Vorjahres, ersetzte ihn Trainer Alex Miller nach einer 1:4-Niederlage in einem Ligaspiel gegen Trelleborgs FF im September durch Kyriakos Stamatopoulos. Da auch dieser nicht hatte überzeugen können, kehrte Turina Mitte Oktober wieder ins Tor zurück und wirkte in den letzten Spielen der Saison 2010 am Klassenerhalt der Mannschaft mit. Turina war von da an AIKs Stammtorhüter.
Im Februar 2013 hat Turina seinen Vertrag bis 2016 verlängert. Sein letztes Spiel von 89 Pflichtspielen für AIK bestritt er am 22. April 2013 gegen Gefle IF. Kurz vor Ende der Partie musste er wegen einer Oberschenkelverletzung ausgewechselt werden.

### Nationalmannschaft
Ivan Turina wurde 2006 durch den kroatischen Fußballnationaltrainer Zlatko Kranjčar in den Kader der kroatischen A-Nationalmannschaft für ein Turnier in Hongkong berufen und bestritt dort sein einziges Länderspiel für sein Heimatland. Zuvor war er bereits in den Altersstufen U-17, U-19 und U-20 aufgelaufen.

## Tod
Turina starb in der Nacht vom 1. auf den 2. Mai 2013. Er wurde zu Hause in seinem Bett tot aufgefunden. Hinweise auf eine Straftat gibt es nicht. Turina hatte einen angeborenen Herzfehler, der seinem Verein bekannt war. Ansonsten war der Torwart gesund. Er hinterließ seine schwangere Ehefrau und zwei einjährige Zwillingstöchter.

## Erfolge
- Kroatischer Meister: 2006, 2007
- Kroatischer Pokal: 2004, 2007
- Kroatischer Supercup: 2006
- Polnischer Pokal: 2009